# U218 Singles
U218 Singles — сборник хитов ирландской рок-группы U2, выпущенный в 2006 году. Альбом содержит 16 известных песен, выходивших в качестве синглов начиная с самого первого альбома группы, а также две относительно новые композиции — «Window in the Skies» и «The Saints Are Coming», записанную совместно с американской панк-рок-группой Green Day.

## Список композиций
1. «Beautiful Day» — 4:05
2. «I Still Haven't Found What I'm Looking For» — 4:38
3. «Pride (In the Name of Love)» — 3:48
4. «With or Without You» — 4:56
5. «Vertigo» (radio edit) — 3:10
6. «New Year’s Day» (special edition) — 4:17
7. «Mysterious Ways» — 4:02
8. «Stuck in a Moment You Can't Get Out Of» — 4:31
9. «Where the Streets Have No Name» (U218 version) — 4:46
10. «Sweetest Thing» (single mix) — 3:00
11. «Sunday Bloody Sunday» — 4:40
12. «One» — 4:35
13. «Desire» — 2:59
14. «Walk On» (edit) — 4:26
15. «Elevation» (album version) — 3:47
16. «Sometimes You Can't Make It on Your Own» — 5:05
17. «The Saints Are Coming» (feat. Green Day) — 3:21
18. «Window in the Skies» (album version) — 4:08

## Vertigo 05: Live from Milan
Vertigo 05: Live from Milan — концертный фильм, выпущенный в качестве бонусного DVD на делюксовом издании U218 Singles. На DVD представлены 10 из 25 песен с концерта состоявшегося 21 июля 2005 года в Милане, во время турне Vertigo Tour. Это второй концертный видеорелиз U2 снятый во время этих гастролей (первым был — Vertigo 2005: Live from Chicago), после чего последовал третий — U2 3D. В делюксовом издании сборника выпущенном в iTunes Store эти песни представлены в качестве бонусных треков, за исключением «Original of the Species», который был издан в качестве эксклюзивного сингла для этой онлайн-площадки.

### Список композиций
1. «Vertigo»
2. «I Will Follow»
3. «Elevation»
4. «I Still Haven’t Found What I’m Looking For»
5. «All I Want Is You»
6. «City of Blinding Lights»
7. «Sometimes You Can’t Make It on Your Own»
8. «Miss Sarajevo»
9. «Original of the Species»
10. «With or Without You»

## Позиции в чартах
- 12-е место — США (Billboard 200) (847 тыс. проданных копий)
- 4-е место — Великобритания (600 тыс. проданных копий)
- 1-е место — Австралия (210 тыс. проданных копий)
- 1-е место — Новая Зеландия (60 тыс. проданных копий)
- 1-е место — Швейцария (30 тыс. проданных копий)

## Синглы
- Window in the Skies
  - 26-е место — чарт Hot Adult Top 40 Tracks (2006)
  - 32-е место — чарт Hot Modern Rock Tracks (2006)
- The Saints Are Coming
  - 33-е место — чарт Hot Mainstream Rock Tracks (2006)
  - 22-е место — чарт Hot Modern Rock Tracks (2006)
  - 40-е место — чарт Pop 100 (2006)

## Участники записи
- Боно — вокал;
- Адам Клейтон — бас;
- Эдж — гитара;
- Ларри Маллен-мл. — ударные;

Фотография — Антон Корбейн.